# Кишеньцы
Кишеньцы (укр. Кишеньці) — село,
Байракский сельский совет,
Диканьский район,
Полтавская область,
Украина.
Село ликвидировано в 1990 году .

## Географическое положение
Село Кишеньцы находится на левом берегу реки Средняя Говтва,
выше по течению на расстоянии в 2 км расположено село Борисовка,
ниже по течению на расстоянии в 2 км расположено село Кучеровка,
на противоположном берегу — село Андреевка.

## История
- 1990 — село ликвидировано [1].

## Экономика
- Молочно-товарная ферма.